# Gákti

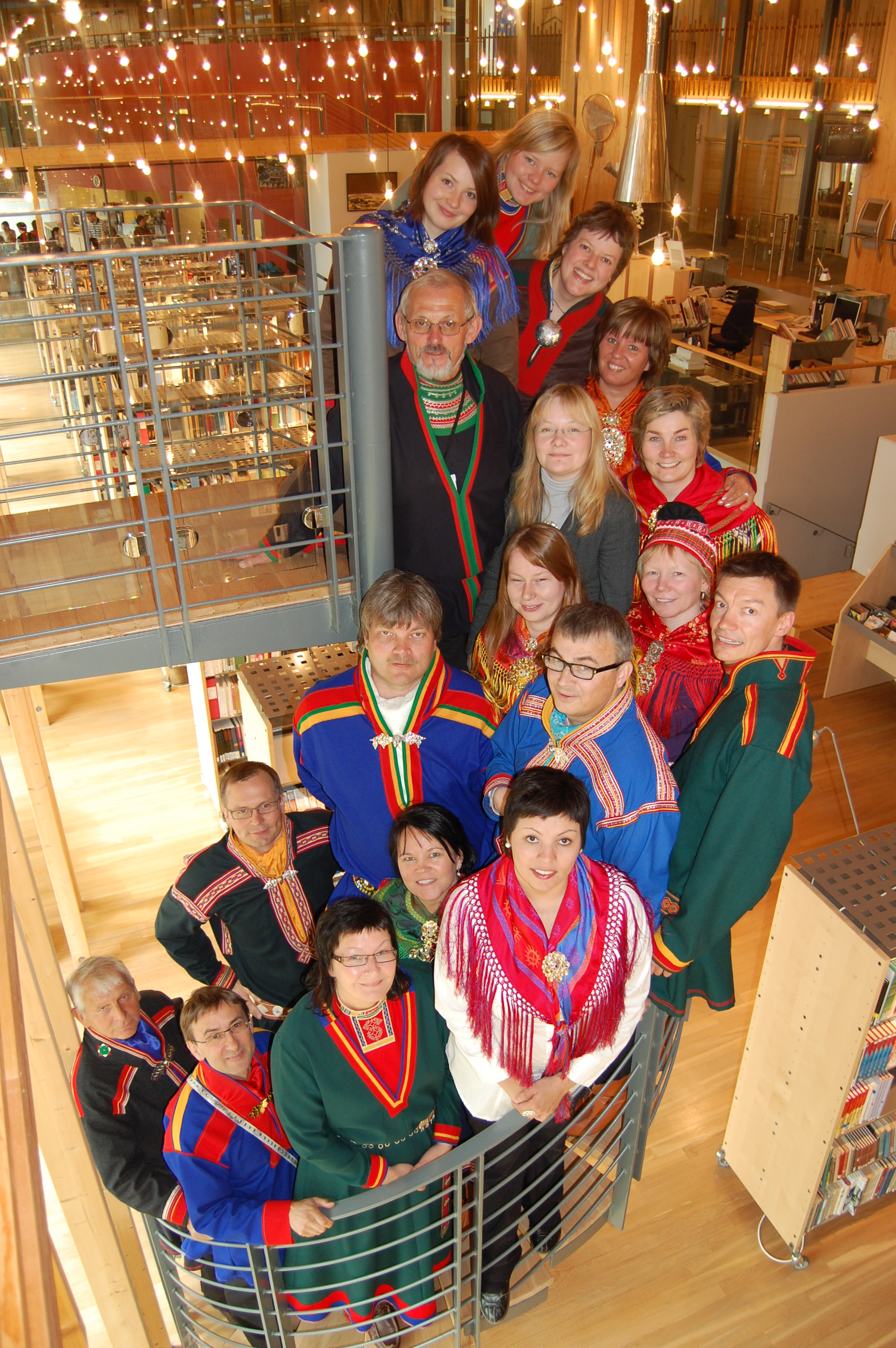
Grupo lapão vestidos Gákti

Gákti significa vestimenta, indumentaria (Sámi Gákti, em lapão, Saamen puku, em Finlandês), designa tal utilizada pelo lapões em diversas ocasiões. Suas cores e detalhes dependem do grupo lapão, por exemplo os inaris, sodanquiles ou tenonuarsis.